# Coprofagie

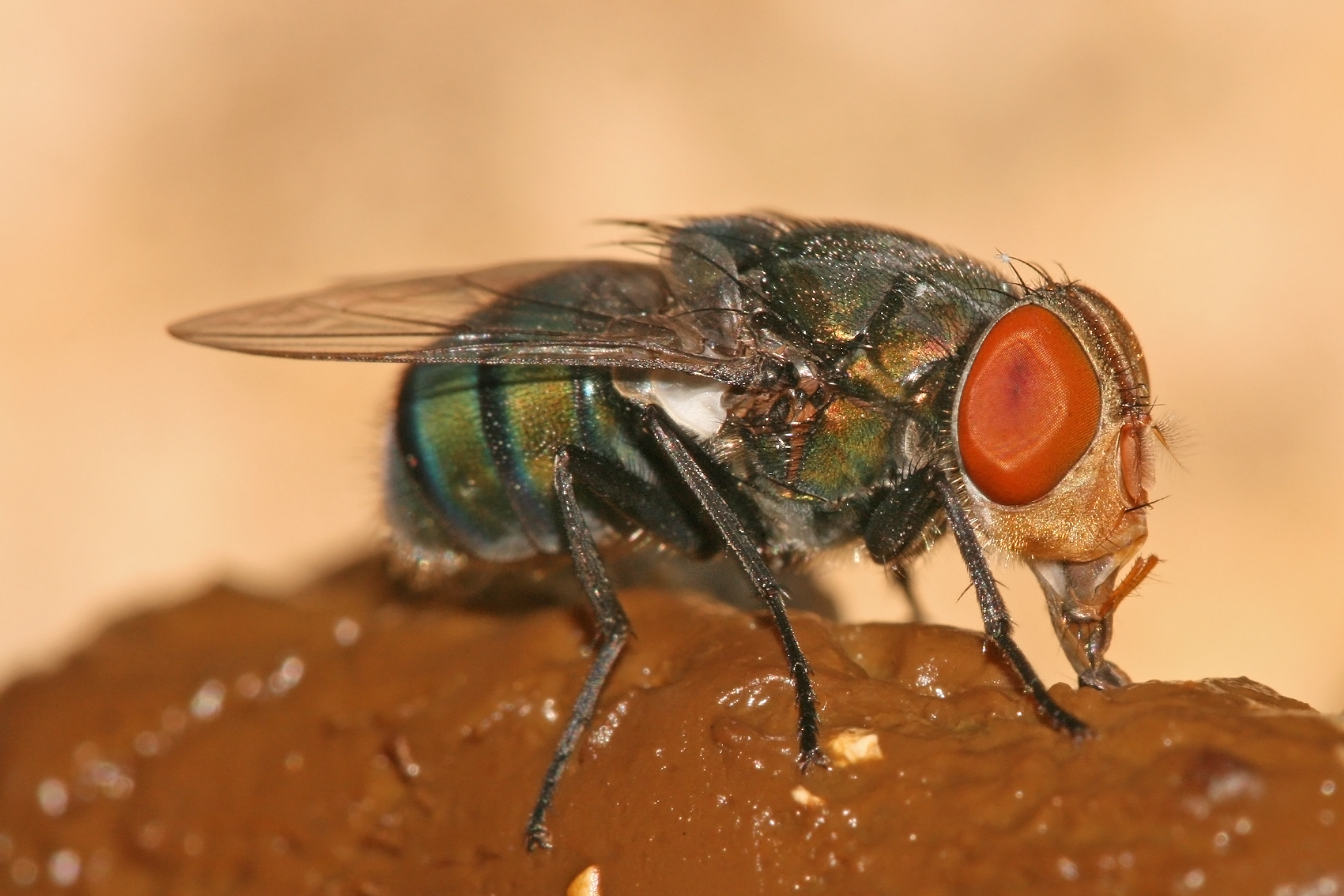
Muscă mâncând fecale

Coprofagia (din limba greacă κόπρος copros = "fecale" și φαγεῖν fagein = "a mânca") reprezintă activitatea de a ingera materii fecale.

## Coprofagia la animale
În general, în anumite situații, coprofagia nu reprezintă un lucru anormal pentru animale. Astfel, la multe insecte, coprofagia este modul normal de hrănire, precum la scarabeu, care ingerează fecale de mamifere, în special de oaie. La fel și insectele Calliphoridae, care sunt coprofage în stadiile larvare, în lipsa altor substanțe nutritive. De asemenea, acarienii de pășune (Oribatidae, Liacaridae, Scheloribatidae) sunt coprofagi care răspândesc helmintoze (boli cauzate de viermii paraziți).
Cățelele, și alte mamifere, consumă în mod natural fecalele propriilor pui. Se presupune că astfel își păstrează curat culcușul.
La porc există pericolul ca prin coprofagie să se transmită boala numită trichineloză sau trichinoză.
Coprofagia nu trebuie confundată cu noțiunea de cecotrofie, care înseamnă reingestia crotinelor de către iepure. Cecotrofia la iepure este un act fiziologic normal, absolut necesar și deosebit de important pentru hrănirea iepurelui.

## Coprofagia la om
La om, ingerarea de materii fecale (coprofagia) este considerată o perversiune alimentară. Această tulburare gravă, constând în tendința patologică de a mânca fecale, care apare la unii bolnavi mintali aflați în stadiu grav, de exemplu de neurosifilis, mai poartă și denumirea de scatofagie. Coprofagia este rar întâlnită în perversiunile sexuale și constă în ingerarea excrementelor. Apare în oligofrenie, demență și schizofrenie.

### Alte tulburări ce au legătură cu materiile fecale
Câteva din tulburările care au legătură cu materiile fecale sunt următoarele:
- Coprolalia, care se traduce prin plăcerea satisfacerii sexuale ce se obține atunci când se vorbește de actul defecației, despre excremente, despre urină etc.
- Coprofilia (scatofilia), care este o stare morbidă în care bolnavul se complace în murdărie de excremente, ce apare ca o preocupare dominantă și voluptoasă, determinată de ambianța (pat, cameră) impregnată cu materii fecale sau obiecte murdărite cu excremente.
- Coprochezia, care este o tulburare mai rar întâlnită, care se manifestă printr-o satisfacere erotică produsă prin ungerea corpului cu excremente.
- Copromania, care se manifestă ca un impuls morbid de a se murdări cu excremente.[11]